# Pseudopsyllo scutigera
Pseudopsyllo scutigera Strand, 1916 è un ragno appartenente alla famiglia Araneidae.
È l'unica specie nota del genere Pseudopsyllo.

## Etimologia
Il nome deriva dal greco ψεῦδος, psèudos, cioè errore, inganno, falsità, falso e dal genere Psyllo Thorell, 1899 con il quale ha diverse caratteristiche in comune e il cui nome deriva a sua volta dal greco ψύλλος, psyllos, cioè psillo o psilla, specie di insetto parassita del cece e del rafano descritto da Teofrasto e da altri autori classici, di volta in volta identificato con ragnetti e/o acari cui somiglia per aspetto.

## Distribuzione
La specie è stata rinvenuta in Camerun.

## Tassonomia
Dal 1916 non sono stati esaminati altri esemplari, né sono state descritte sottospecie al 2014.